# Paul Deneve
Paul Deneve est un dirigeant d'entreprise né à Bruxelles le 16 février 1961. Il est PDG de l'entreprise Yves Saint Laurent jusqu'en août 2013. Le 16 septembre de la même année, Paul Deneve devient vice-président d'Apple chargé des « Projets spéciaux ».

## Biographie

### Formation
Paul Deneve est diplômé de la Solvay Business School à l'Université Libre de Bruxelles. Il est également titulaire d'un MBA de l’université de Chicago, et d'un Master of Science in Management de l’Université Stanford.

### Parcours
Paul Deneve commence sa carrière comme auditeur interne chez ExxonMobil EMEA en 1985, puis contrôleur financier chez Oriflame International. Il occupe ensuite plusieurs fonctions commerciales et marketing au sein d’Apple Europe de 1990 à 1997.
En 1997, Paul Deneve rejoint la Maison Courrèges dont il a été Directeur Général jusqu'en 2002, avant de devenir Président de Nina Ricci de 2003 à 2005.
De 2006 à 2008, il est Directeur Général Délégué de la Maison Lanvin où il a travaillé en collaboration avec le Directeur Artistique Alber Elbaz. 
En avril 2011, Paul Deneve devient Président de la maison Yves Saint Laurent.
En mars 2012, Paul Deneve annonce la nomination d'Hedi Slimane en tant que Directeur de la Création et de l'Image.
Le 2 juillet 2013, le groupe Kering annonce son départ de l'entreprise Yves Saint Laurent à partir de septembre. Le même jour, Apple confirme son embauche pour travailler à des projets spéciaux sous la direction de Tim Cook.

### Divers
Investi dans le développement économique et créatif de la mode et du luxe, Paul Deneve est membre du Comité exécutif de la Fédération Française de la Couture, du Prêt-à-Porter des Couturiers et des Créateurs de la Mode depuis mai 2012, et également membre du jury de l'Association nationale pour le développement des arts de la mode Fashion Award.
En 2008, il est élu Administrateur du Comité Colbert, puis réélu à ce poste en juin 2012.
En plus de ses activités liées à la mode et au luxe, Paul Deneve conseille plusieurs startups high tech de la Silicon Valley[source secondaire souhaitée].